# Prieuré de la Trinité du Fay
Le prieuré de la Trinité du Fay est un ancien prieuré commencé au XIIe siècle et terminé dans le courant du XVIIe siècle, situé à Amblainville, village  du département de l'Oise, en région Hauts-de-France en France. 
Le prieuré fait l’objet d’une inscription au titre des monuments historiques depuis le 30 décembre 1988. Cela concerne ses façades et toitures, ainsi que la cheminée du XVIIe siècle et des décors peints.

## Historique
L'ancien prieuré a été inscrit monument historique par arrêté du 30 décembre 1988.